# Due vite
"Due vite" is een nummer van de Italiaanse zanger Marco Mengoni, uitgebracht door Sony Music op 8 februari 2023. Het nummer werd geschreven door Mengoni met Davide Petrella en Davide Simonetta. Simonetta produceerde de track ook samen met EDD. Het nummer was Mengoni's winnende inzending voor het Sanremo Music Festival 2023, de 73e editie van het Italiaanse muziekfestival. Het nummer werd geselecteerd als de Italiaanse act voor het Eurovisie Songfestival 2023. Het nummer verkreeg in Italië in april 2023 twee keer platina, en behaalde een toppositie in de Italiaanse hitlijsten.   

## Videoclip
De videoclip voor het nummer werd geregisseerd door Roberto Ortu.  De opnames vonden plaats in de duinen van Piscinas op Sardinië. 